# 葉夫根·哈切里迪

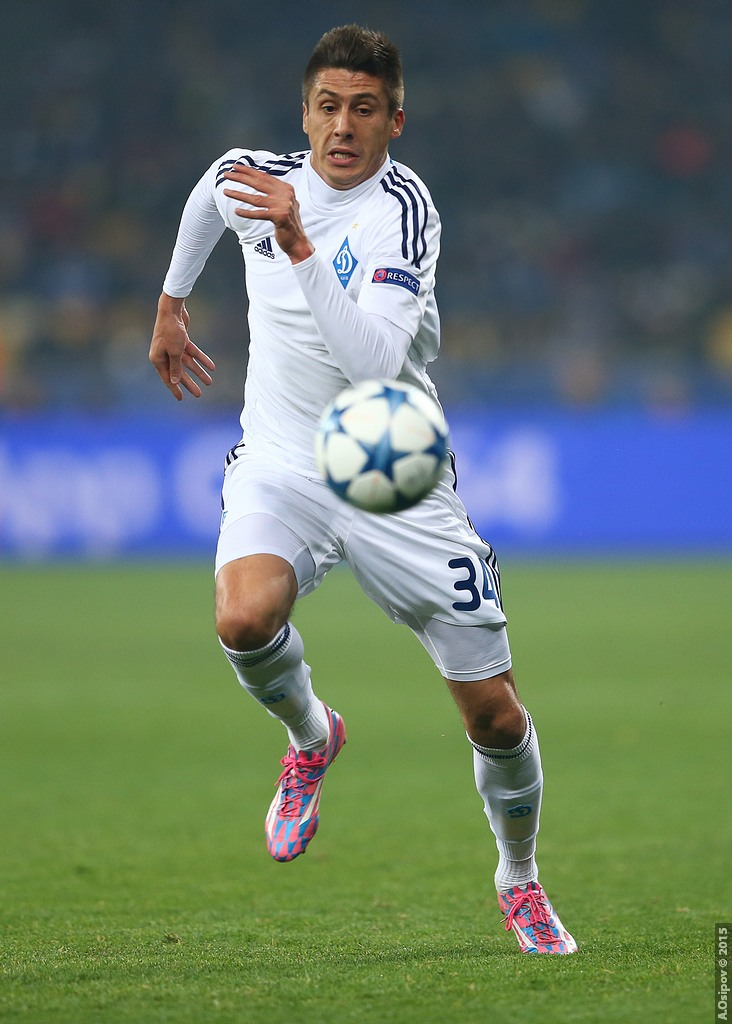

耶夫恩·哈切里迪（烏克蘭語：Євген Григорович Хачеріді，1987年7月28日—）是烏克蘭的一位足球運動員。在場上司職中後衛。他曾在2008年至2018年效力于烏克蘭足球超級聯賽球隊基輔迪納摩足球俱樂部。他也代表烏克蘭國家足球隊參賽。